# Suse Heinze
Pour les articles homonymes, voir Heinze (homonymie).
Susanne "Suse" Heinze, née le 25 mai 1920 à Nuremberg et morte le 26 novembre 2018, est une plongeuse allemande.

## Carrière
Elle termine septième du concours de tremplin à 3 mètres aux Jeux olympiques d'été de 1936 à Berlin. Aux Championnats d'Europe de natation 1938 à Londres, elle remporte la médaille de bronze en haut vol à 10 mètres.